# 福田侠平
福田 侠平（ふくだ きょうへい、文政12年（1829年） - 明治元年11月14日（1868年12月27日））は、日本の武士、長州藩士。名は良輔、諱は公明、号は悠々。

## 経歴
文政12年（1829年）、周防国吉敷郡後河原（現山口県山口市）の長州藩士、十川権右衛門の次男として生まれた。のちに大津郡伊上村（現長門市）の福田貞八の養子となり、福田姓を名乗る。
文久3年（1863年）、侠平35歳のとき、下関で奇兵隊が結成されると志願して入隊。元治元年（1864年）には書記役として英仏蘭米四カ国連合艦隊との戦闘（下関戦争）に従軍、同年参謀へと昇格し、翌慶応元年（1865年）には山縣有朋とともに軍監を兼務することとなる。
高杉晋作の功山寺挙兵に際してはこれを暴挙として高杉の馬前を遮って止めようとしたが、最終的には高杉に同調し、奇兵隊士を集めてこれに参戦した。その後絵堂・大田の戦い、第二次長州征討（四境戦争）では小倉口の戦いを歴戦し、戊辰戦争においては北越戦線から陸奥へと転戦する。
明治元年（1868年）11月14日、戊辰戦争に勝利して凱旋、下関に滞在していたところ突然卒倒して死亡した。

## 人物
- 大の酒豪であり、戦闘中も酒を常に携えていた。戦況が不利になった時にも酒を飲みながら「騒ぐな、あせるな」と平然と指揮を続けたという。
- 明治元年（1868年）11月12日、北越・陸奥戦線から帰還し明治政府の成立を祝って大酒をしていたところ、2日後に倒れそのまま急逝したという。
- 20歳代の若い指導者が多い奇兵隊の中で、総督である高杉よりも10歳上の福田は良き相談役であるとともに、若い志士たちの軽挙を諫める思慮深い一面もあった。このことから、高杉晋作が最も信頼した男とも言われる。
- 福田も10歳年下の高杉に心酔していたらしく、その遺体は遺言により高杉の墓の隣に葬られた。